# Кай Нільсен
Кай Расмус Нільсен (12 березня 1886 — 21 червня 1957) — данський ілюстратор, який здобув популярність на початку XX століття, у «золоту добу ілюстрації», яка тривала з того часу, коли Даніель Вьєрґе та інші піонери розробили технологію друку, що малюнки та картини можуть бути відтворені з достатньою легкістю. Нільсен також відомий своєю співпрацею з Disney, для якої він намалював багато сюжетних ескізів та ілюстрацій, зокрема для «Фантазії».

## Біографія

### Раннє життя
Кай Нільсен народився в Копенгагені в мистецькій родині: обоє його батьків були акторами. Батько Нільсена, Мартінус Нільсен, працював режисером Театру Дагмар, а його мати, Ода Нільсен, була однією з найвідоміших актрис свого часу, яка працювала у Королівському театрі Данії та Театрі Дагмар. Кай Нільсен вивчав мистецтво в Парижі в Академії Жуліана та Академії Колароссі з 1904 по 1911 рік. З 1911 по 1916 рік він жив в Англії. Там він отримав своє перше замовлення від Hodder & Stoughton на ілюстрацію збірки казок. Він створив 24 кольорові та понад 15 монотонних ілюстрацій для казки «У пудрі та криноліні», книги «Казки переказані сером Артуром Квіллером-Кучем» у 1913 році. Того ж року «Ільюстрейтед Лондон ньюз» доручила Нільсену створити серію з чотирьох ілюстрацій, які супроводжували б казки Шарля Перро. Ілюстрації Нільсена до «Сплячої красуні», «Кота в чоботях», «Попелюшки» та «Синьої Бороди» опублікували в різдвяному випуску 1913 року.

### Художня кар'єра
Через рік, у 1914 році, Нільсен надав 25 кольорових ілюстрацій і понад 21 монотонне зображення для дитячої збірки «На схід від Сонця та на захід від Місяця». Кольорові зображення для казки «У пудрі та криноліні» та «На схід від Сонця та на захід від Місяця» були відтворені за допомогою 4-кольорового процесу, на відміну від багатьох ілюстрацій його сучасників, які, як правило, використовували традиційний 3-кольоровий процес. Того ж року Нільсен створив принаймні три ілюстрації, які зображують сцени з життя Жанни д'Арк. Після пізнішої публікації у 1920-х роках ці зображення були пов'язані з відповідною історією «Ченця з Файфа».
Малюючи пейзажі в околицях Дувра, Нільсен познайомився з Товариством художників темперою, де він отримав нові навички та зміг скоротити час, який витрачався на процес малювання. У 1917 році Нільсен побував у Нью-Йорку, де відбулася виставка його робіт. Після цього він повернувся до Данії. Разом із колегою Йоганнесом Поульсеном він намалював сценічні декорації для Королівського театру Данії в Копенгагені. Протягом цього часу Нільсен також працював над великим набором ілюстрацій, призначених для супроводу перекладу збірки «Тисяча й одна ніч», виконаний сходознавцем, професором Артуром Крістенсеном. Відповідно до власних опублікованих коментарів Нільсена, ці ілюстрації мали стати основою його повернення до книжкової ілюстрації після перерви під час Першої світової війни, його намір полягав у публікації данської версії паралельно з версіями для англомовного світу та французького ринку. Проєкт так і не був реалізований, а ілюстрації Нільсена залишалися невідомими ще багато багатьох років після його смерті.
У 1920-х роках у Копенгагені Нільсен повернувся до сценічного мистецтва, розробляючи декорації та костюми для професійного театру. У той час, у віці 40 років, він одружився з харизматичною 22-річною Уллою Плесс-Шмідт, донькою багатого лікаря, вони стали відданою парою. На той момент він був найвідомішим художником Скандинавії.
Після своєї театральної роботи Нільсен повернувся до ілюстрування книг, розпочавши з «Казок» Ганса Андерсена у 1924 році. Ця робота складалася з 12 кольорових і понад 40 монотонних ілюстрацій. Кольорові зображення були підготовлені з інтегрованими формальними та неформальними рамками; неформальні рамки були виготовлені в стилі мільфльор. Через рік Нільсен надав малюнки для книги «Гензель і Гретель та інші історії братів Грімм», які вперше опублікували з 12-кольоровими зображеннями та понад 20 детальними монотонними ілюстраціями. Минуло ще 5 років перш ніж побачила світ книга «Червона магія», назву якої Нільсен всебічно проілюстрував. Версія 1930 року містила 8 кольорових і понад 50 монотонних ілюстрацій данського художника.

### Робота в Disney
У 1939 році Нільсен виїхав до Каліфорнії та працював у голлівудських компаніях. Особиста рекомендація Джо Гранта Волту Діснею забезпечила йому місце в The Walt Disney Company. Його роботи використали в сюжетах «Ніч на Лисій горі» та «Аве Марія» мультфільму «Фантазія». Нільсен був відомий у студії Діснея своїм концептуальним мистецтвом, він зробив свій внесок у значну частину фільмів Діснея, включно з концептуальними малюнками для запропонованої адаптації «Русалоньки» Ганса Крістіана Андерсена. Екранізація мала бути частиною комплексної стрічки з різними фрагментами за мотивами казок Андерсена. Однак фільм не зняли при житті Нільсена. Його робота залишилася невикористаною до початку виробництва у 1989 році. Нільсен працював у Walt Disney Company 4 роки, з 1937 по 1941 рік, поки його звільнили.

## Останні роки та смерть
Нільсен ненадовго повернувся до Данії у відчаї. Однак і там його роботи не мали попит. Його останні роки пройшли в злиднях. Він малював для місцевих шкіл, зокрема фреска «Перша весна», встановлена в Центральній молодшій школі Лос-Анджелеса та церков, серед них його картина для каплиці Вонга в Першій конгрегаційній церкві Лос-Анджелеса, яка ілюструє 22-й псалом.
Завзятий курець Нільсен захворів на хронічний кашель, який мучив його до самої смерті 21 червня 1957 року у віці 71 року. Його похорон відбувся під фрескою в каплиці Вонг. Його дружина Улла померла наступного року.
Перед смертю від діабету Улла передала ілюстрації Нільсена колезі-художнику й архітектору Фредеріку Монгоффу, який намагався розмістити їх у музеях. Однак жоден американець чи данець не зацікавився ними у той час.

## Фільмографія
| рік  | Назва                         | Кредити                                                  |
| ---- | ----------------------------- | -------------------------------------------------------- |
| 1940 | Фантазія                      | Арт-директор — сегмент Ніч на Лисій горі / Ave Maria     |
| 1956 | Чарівний світ Діснея (серіал) | Оформлювач і художній стиліст — The Plausible Impossible |
| 1989 | Русалонька                    | Концепт-художник (посмертно)                             |